# Віктор Сауде Марія
Віктор Сауде Марія (1939 — 25 жовтня 1999) — політичний діяч Гвінеї-Бісау, перший міністр закордонних справ (1974–1982) і четвертий прем'єр-міністр країни (1982–1984). Після цього був змушений тікати до Португалії.
Повернувся з вигнання наприкінці 1990 року та вступив до лав Об'єднаної соціально-демократичної партії 1992. Брав участь у президентських виборах 1994 року, здобувши 7 місце із 2,07% голосів виборців. Очолював партію до самої смерті в результаті замаху 1999 року.